# Phyllonorycter lobeliella
Phyllonorycter baetica là một loài bướm đêm thuộc họ Gracillariidae. Loài này có ở Pháp.
Ấu trùng ăn Genista lobelii. Chúng ăn cuốn lá nơi chúng làm tổ.